# Jänessaari, Sastamala
Jänessaari är en ö i Finland. Den ligger i sjön Kulovesi och i kommunen Sastamala i den ekonomiska regionen  Sydvästra Birkaland och landskapet Birkaland, i den sydvästra delen av landet, 170 km nordväst om huvudstaden Helsingfors. Öns area är 9,8 hektar och dess största längd är 480 meter i sydväst-nordöstlig riktning.